# Formigueret gorjagroc
El formigueret gorjagroc (Myrmotherula ambigua) és una espècie d'ocell de la família dels tamnofílids (Thamnophilidae).

## Hàbitat i distribució
Habita el sotabosc de la selva pluvial de les terres baixes, per l'est dels Andes, del sud-est de Colòmbia, sud-oest de Veneçuela i nord-oest d'Brasil amazònic.